# غرين بارك (محطة مترو أنفاق لندن)

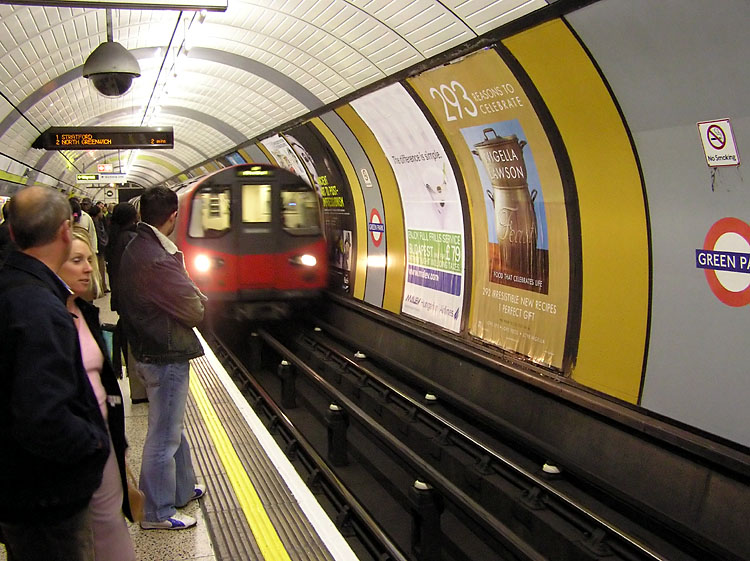
محطة مترو غرين بارك

غرين بارك (بالإنجليزية: Green Park)‏ هي إحدى محطات مترو أنفاق لندن. تقع على خط بيكاديلي وفيكتوريا Line وجوبيلي أفتتحت في المنطقة (Zone) رقم 1 أفتتحت في 15 ديسمبر 1906.